# Sociedad Filomática de París
La Société Philomathique de Paris, es una sociedad científica multidisciplinaria y filosófica fundada el 10 de diciembre de 1788 bajo la dirección de François-Augustin Silvestre (1762-1851), ingeniero agrónomo, y de Alexandre Brongniart (1770-1847), mineralogista. Compuesto por un número limitado de miembros electos, la sociedad tomó el lema de "El estudio y la amistad".

## Historia
Numerosas personalidades del mundo científico tomarán parte desde los primeros días, tales como Antoine Lavoisier, Jean-Baptiste Lamarck (1744-1829), Gaspard Monge y Pierre Simon Laplace ... en una especie de antesala para acceder a la Academia de Ciencias, encargándose de promover el trabajo de sus miembros, en particular a través de la publicación del Boletín Mensual.
El cierre de la Academia de Ciencias de Francia por el decreto del 8 de agosto de 1793, hará de la Société Philomathique de Paris el único titular de las publicaciones científicas de la época hasta la reapertura de las academias bajo el nombre de Instituto 3 Brumario Año IV (noviembre de 1795 ), y la reanudación de sus publicaciones.
El número de Philomathes aumenta a 70 en 1797, de ahí la exigencia de plazo legal, para no elegir a un miembro a modo de sustitución y limitar el número a 50.
Entre los más famosos se encuentran Antoine Lavoisier, Lamarck, Pierre-Simon de Laplace, Georges Cuvier, Louis Joseph Gay-Lussac, André-Marie Ampère, Augustin Louis Cauchy, Augustin Fresnel, Jean-Baptiste Boussingault, Claude Bernard, Marcellin Berthelot, Jean-Baptiste Biot, Henri Dutrochet (miembro correspondiente), Louis Pasteur, Siméon Denis Poisson, Henri Becquerel, y más recientemente de Broglie, Joliot, Théodore Monod... 
En suspenso después de la Segunda Guerra Mundial, su constitución fue revisada en 1971.

## Lista de miembros de la Sociedad
- (Véase también Categoría:Miembros de la Sociedad Filomática de París)

- André-Marie Ampère
- François Arago
- Jean d'Arcet
- Jacques Babinet
- Alexandre-Edmond Becquerel
- Antoine César Becquerel
- Henri Becquerel
- Emil Belot
- Paul Bérard
- Claude Bernard
- Paul Bert
- Marcellin Berthelot
- Claude Louis Berthollet
- Ferdinand Berthoud
- Joseph Louis François Bertrand
- Xavier Bichat
- Jean Baptiste Biot
- Roland Napoléon Bonaparte
- Jean-Baptiste Boussingault
- Édouard Branly
- Auguste Bravais
- Alexandre Brongniart
- Charles Cagniard de la Tour
- Augustin Pyrame de Candolle
- Alexandre Henri Gabriel de Cassini
- Augustin Louis Cauchy
- Carlos Chagas
- Claude Chappe
- Jean-Antoine Chaptal
- Joannès Charles Melchior Chatin
- Michel Eugène Chevreul
- Nicolas Clément (químico)
- Nicolas-Jacques Conté
- Antoine Romain Coquebert de Montbret
- Gaspard Coriolis
- Georges Cuvier
- Jean Gaston Darboux
- Louis Jean Marie Daubenton
- Paul Desains
- Anselme Gaëtan Desmarest
- César Despretz
- Jean Dorst
- Jean-Marie Duhamel
- Pierre Louis Dulong
- Jean-Baptiste Dumas
- André Marie Constant Duméril
- Guillaume Dupuytren
- Jean-Baptiste Élie de Beaumont
- Hippolyte Fizeau
- Léon Foucault
- Antoine-François de Fourcroy
- Edmond Frémy
- Augustin Fresnel
- Charles Friedel
- Louis Joseph Gay-Lussac
- Étienne Geoffroy Saint-Hilaire
- Pierre-Simon Girard
- Justin Girod-Chantrans
- Georges Henri Halphen
- René Just Haüy
- Louis-Félix Henneguy
- Charles Hermite
- Louis Hippolyte Hupé
- Pierre Janssen
- Adrien-Henri de Jussieu
- Gabriel Koenigs
- Vladimir Joseph Krajina
- Bernard de Lacépède
- Sylvestre François Lacroix
- Jean-Baptiste Lamarck
- Gabriel Lamé
- Pierre-Simon Laplace
- Dominique-Jean Larrey
- Antoine Lavoisier
- Urbain Le Verrier
- Joseph Liouville
- Gabriel Lippmann
- Jean-François Lutz
- Victor de Luynes
- François Magendie
- Faustino Malaguti
- Étienne-Louis Malus
- Étienne Jules Marey
- Antoine Masson)
- Alphonse Milne-Edwards
- Henri Milne-Edwards
- Gaspard Monge
- Jacques-Louis Moreau de la Sarthe
- Mathieu de Naurois
- Claude-Louis Henri Navier
- Louis Pasteur
- Anselme Payen
- Bertrand Pelletier
- Alexis Thérèse Petit
- Jean Léonard Marie Poiseuille
- Siméon Denis Poisson
- Jean-Victor Poncelet
- Claude Pouillet
- Gaspard de Prony
- Victor Puiseux
- Louis Puissant
- Jean Louis Armand de Quatrefages de Bréau
- Henri Victor Regnault
- Claude Antoine Gaspard Riche
- Jacques Roger
- Henri Étienne Sainte-Claire Deville
- Félix Savart
- Félix Savary
- Jacques Charles François Sturm
- Philippe Taquet
- René Taton
- Louis Jacques Thénard
- Joseph Vallot
- Philippe Édouard Léon Van Tieghem
- Louis Nicolas Vauquelin
- Félix Vicq d'Azyr
- Auguste Viquesnel
- Alfred Vulpian
- Charles Wolf
- Charles Adolphe Wurtz